# Пелег
Пелег (івр. פֶּלֶג / פָּלֶג — розділення) — син Евера (Бут. 10:25). У віці 30 років він стає батьком Реу (Бут. 11:18). Таким чином Пелег був прапрапрадідом майбутнього патріарха Авраама. Прожив 239 років та мав інших дітей (Бут. 11:19).
У перекладах Біблії, що походять від Септуаґінти Пелег названий Фалеком і його батько Гебером. Його син Рагав (Реу) народжений коли Фалек мав 130 років. За Септуаґінтою Фалек жив 339 років. Сучасні переклади Біблії однак зроблені з Мазоретських текстів написаних івритом.

## ..Бо за його життя поділилася земля
За часів Пелега пройшов поділ та розсіяння народів: «В Евера ж народилися два сини: одного звали Пелег, бо за його життя поділилася земля». Це були часи падіння Вавилонської вежі. Тому в пам'ять про те і походить його ім'я.